# Palomero (kommun)
Palomero är en kommun i Spanien.   Den ligger i provinsen Provincia de Cáceres och regionen Extremadura, i den centrala delen av landet, 220 km väster om huvudstaden Madrid. Antalet invånare är 412.